# Полонгера
Полонгѐра (на италиански и на пиемонтски: Polonghera) е село и община в Северна Италия, провинция Кунео, регион Пиемонт. Разположено е на 245 m надморска височина. Населението на общината е 1160 души (към 2010 г.).